# Phorastes
Phorastes is een geslacht van wantsen uit de familie van de Reduviidae (Roofwantsen). Het geslacht werd voor het eerst wetenschappelijk beschreven door George Willis Kirkaldy in 1900.

## Soorten
Het genus bevat de volgende soorten:

- Phorastes femoratus (De Geer, 1773)
- Phorastes incognitus van Doesburg, 1965